# Hugh Wolff
Hugh MacPherson Wolff (Neuilly-sur-Seine, 21 ottobre 1953) è un direttore d'orchestra statunitense.

## Biografia
Nato in Francia mentre suo padre stava servendo nel servizio straniero degli Stati Uniti, Wolff trascorse gli anni della scuola elementare a Londra. Ricevette la sua istruzione superiore ad Harvard e al Peabody Conservatory. Tra Harvard e il Peabody, trascorse un anno a Parigi, dove studiò composizione con Olivier Messiaen e direzione d'orchestra con Charles Bruck. Al Peabody, studiò pianoforte con Leon Fleisher.

## Carriera
Wolff iniziò la sua carriera nel 1979 come assistente direttore di Mstislav Rostropovich presso la National Symphony Orchestra, a Washington. Nel giugno 1985 fu il primo vincitore del Seaver/National Endowment for the Arts Conductors Award. È stato direttore musicale della Northeastern Pennsylvania Philharmonic dal 1981 al 1986. Wolff ha poi lavorato come direttore musicale della New Jersey Symphony Orchestra dal 1986 al 1993. Dal 1988 al 1992 è stato direttore principale della Saint Paul Chamber Orchestra e ha prestato servizio come suo direttore musicale dal 1992-2000. È stato direttore principale del Grant Park Music Festival dal 1994 al 1997.
In Europa Wolff è stato direttore principale della Frankfurt Radio Symphony Orchestra (che nel 2005 ha cambiato nome in Hr Symphony Orchestra) dal 1997 al 2006. Da settembre 2017 è il direttore principale dell'Orchestra Nazionale del Belgio.

## Registrazioni
Wolff ha registrato molto per Teldec, Sony e altri, è stato nominato tre volte per un Grammy e ha vinto due volte il Premio Classico di Cannes. La sua discografia comprende le sinfonie complete di Beethoven con la Frankfurt Radio Orchestra. Come direttore d'orchestra ha accompagnato le registrazioni di Rostropovich, Yo-Yo Ma, Joshua Bell, Hilary Hahn, Jean-Yves Thibaudet, Dawn Upshaw, Thomas Hampson, Jennifer Larmore e il chitarrista jazz John Scofield.
Wolff è inoltre direttore d'orchestra del New England Conservatory of Music di Boston, nel Massachusetts, dove insegna direzione orchestrale.
Vive a Boston con sua moglie, l'arpista e autrice Judith Kogan. Hanno tre figli.